# Bréviandes
Bréviandes település Franciaországban, Aube megyében. Lakosainak száma 3091 fő (2022. január 1.). Bréviandes Buchères, Rosières-près-Troyes, Rouilly-Saint-Loup, Saint-Julien-les-Villas, Saint-Léger-près-Troyes és Verrières községekkel határos.

## Népesség
A település népességének változása:
| Lakosok száma | 1095 | 1683 | 1687 | 2137 | 2538 | 2716 | 2826 | 2851 | 2933 | 3091 |
|               | 1968 | 1982 | 1990 | 2006 | 2013 | 2015 | 2017 | 2019 | 2020 | 2022 |